# Pushmataha County
Pushmataha County ist ein County im Bundesstaat Oklahoma der Vereinigten Staaten. Der Verwaltungssitz (County Seat) ist Antlers. Das U.S. Census Bureau hat bei der Volkszählung 2020 eine Einwohnerzahl von 10.812 ermittelt.

## Geographie
Das County liegt fast im äußersten Südosten von Oklahoma und hat eine Fläche von 3685 Quadratkilometern, wovon 66 Quadratkilometer Wasserfläche sind. Es grenzt im Uhrzeigersinn an folgende Countys: Latimer County, Le Flore County, McCurtain County, Choctaw County, Atoka County und Pittsburg County.

## Geschichte
Pushmataha County wurde am 16. Juli 1907 als Original-County aus Choctaw-Land gebildet. Benannt wurde es nach dem Pushmataha District im Gebiet der Choctaw.

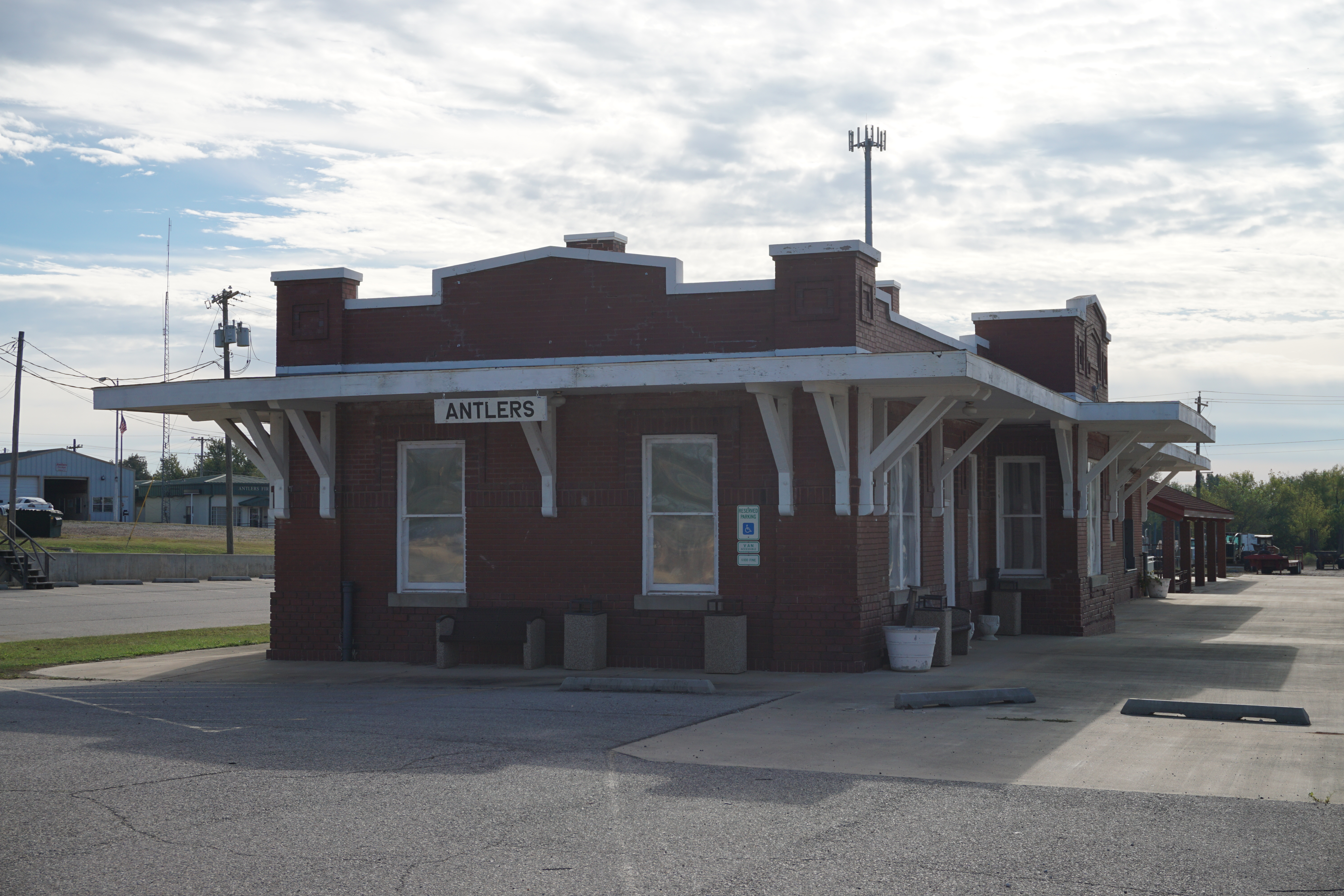
Das Antlers Frisco Depot ist einer von sieben Einträgen des Countys im NRHP.

Sieben Bauwerke und Stätten des Countys sind im National Register of Historic Places (NRHP) eingetragen (Stand 6. Juni 2018).

## Demografische Daten

Alterspyramide des Pushmataha County

Nach der Volkszählung im Jahr 2000 lebten im Pushmataha County 11.667 Menschen in 4.739 Haushalten und 3.288 Familien. Die Bevölkerungsdichte betrug 3 Einwohner pro Quadratkilometer. Ethnisch betrachtet setzte sich die Bevölkerung zusammen aus 77,97 Prozent Weißen, 0,82 Prozent Afroamerikanern, 15,59 Prozent amerikanischen Ureinwohnern, 0,10 Prozent Asiaten, 0,06 Prozent Bewohnern aus dem pazifischen Inselraum und 0,29 Prozent aus anderen ethnischen Gruppen; 5,16 Prozent stammten von zwei oder mehr Ethnien ab. 1,64 Prozent der Bevölkerung waren spanischer oder lateinamerikanischer Abstammung.
Von den 4.739 Haushalten hatten 30,2 Prozent Kinder unter 18 Jahre, die im Haushalt lebten. 55,3 Prozent waren verheiratete, zusammenlebende Paare, 10,8 Prozent waren allein erziehende Mütter. 30,6 Prozent waren keine Familien, 27,9 Prozent waren Singlehaushalte und in 14,2 Prozent der Haushalte lebten Menschen im Alter von 65 Jahren oder darüber. Die durchschnittliche Haushaltsgröße betrug 2,42 und die durchschnittliche Familiengröße betrug 2,94 Personen.
26,0 Prozent der Bevölkerung waren unter 18 Jahre alt, 6,6 Prozent zwischen 18 und 24, 24,0 Prozent zwischen 25 und 44, 25,2 Prozent zwischen 45 und 64 und 18,3 Prozent waren 65 Jahre oder älter. Das Durchschnittsalter betrug 40 Jahre. Auf 100 weibliche Personen kamen 92,5 männliche Personen. Auf 100 Frauen im Alter von 18 Jahren oder darüber kamen 90,4 Männer.
Das jährliche Durchschnittseinkommen eines Haushalts betrug 22.127 USD und das durchschnittliche Einkommen einer Familie betrug 27.808 USD. Männer hatten ein durchschnittliches Einkommen von 25.509 USD gegenüber den Frauen mit 17.473 USD. Das Prokopfeinkommen betrug 12.864 USD. 18,8 Prozent der Familien und 23,2 Prozent der Bevölkerung lebten unterhalb der Armutsgrenze.